# Владимир Арсениев
Вижте пояснителната страница за други личности с името Арсениев.
Владимир Клавдиевич Арсениев (на руски: Владимир Клавдиевич Арсеньев) е изтъкнат руски и съветски пътешественик, военен географ, етнограф, писател, изследовател на Далечния Изток.

## Ранни години (1872 – 1902)
Роден е на 29 август 1872 г. в Петербург, Русия, като второто дете от 9 деца в семейството на железопътен кондуктор. През 1892 г. постъпва в Петербургското юнкерско пехотно училище, където преподавател му е брат на известния пътешественик Григорий Ефимович Грум-Гржимайло, който спомага за бъдещия интерес на Арсениев към географските изследвания и по-специално към Далечния Изток.
След завършване на образованието си (1895) получава назначение в Полша, а през 1900 г. по негова молба е изпратен във Владивосток.

## Експедиционна дейност (1902 – 1927)
В периода 1902 – 1903 г. Арсениев извършва топографски, географски и военно-статистически изследвания на отделни райони в Южното Приморие, а през 1906 – 1910 г. изследва планината Сихоте Алин (2077 м).
През 1909 г. е избран за действителен член на Имперското Руското географско дружество. Издава през 1912 г. първия си труд „Краткий военно-географический и военно-статистический очерк Уссурийского края“, в който обобщава материалите, събрани от първите си 3 експедиции.
Извършва пътешествия до Камчатка (1918), Командорските острови (1923), по десния бряг на река Амур (1926) и по маршрута Советская Гаван – Хабаровск (1927).

## Последни години (1927 – 1930)
На 7 януари 1930 г. Арсениев поема задълженията на началник на Бюрото за икономически изследвания на нови железопътни линии в Усурийск и в същото време става началник на 4 експедиции, изследвайки областите на планираните железопътни линии.
Умира на 4 септември 1930 г. във Владивосток от възпаление на белите дробове по време на поредната си експедиция по долното течение на река Амур.

## Памет
Неговото име носят:
- връх Арсениев (46°50′39″ с. ш. 136°42′11″ и. д. / 46.844167° с. ш. 136.703056° и. д.) в планината Сихоте Алин, Приморски край§
- връх Арсениев – на остров Парамушир в Курилските острови;
- град Арсениев (44°10′ с. ш. 133°16′ и. д. / 44.166667° с. ш. 133.266667° и. д.) град в Приморски край;
- ледник Арсениев – на северния склон на вулкана Авачинска сопка, Камчатка;
- река Арсениев – на остров Парамушир в Курилските острови.

## Книги
- По Уссурийскому краю, 1921 („По Усурийския край“)
- Дерсу Узала, 1923
- В горах Сихотэ-Алиня, 1937 („В планините Сихоте Алин“)
- Сквозь тайгу („През тайгата“)
- Китайцы в Уссурийском крае („Китайците в Усурийския край“)
- В кратере вулкана („В кратера на вулкана“)
- Дорогой хищник („Скъпият хищник“)
- Искатели жень-шеня („Търсачи на жен-шен“)
- Быт и характер народностей Уссурийского края („Бит и характер на народностите от Усурийския край“).
- Собрание сочинений В. К. Арсеньева в 7 томах Архив на оригинала от 2010-12-09 в Wayback Machine.